# 武蔵国際総合学園
武蔵国際総合学園（むさしこくさいそうごうがくえん）は、埼玉県・神奈川県に、かつて存在した技能連携制度指定技能教育施設である。

## 概要
1988年「武蔵高等学院」の名称で創立。1994年「武蔵国際総合学園」に名称変更した。東京校（埼玉県入間市）、神奈川校（神奈川県綾瀬市）、横浜校（神奈川県横浜市都筑区）の3校からなっていた。
武蔵国際総合学園は、学校教育法上の「高等学校」では無いため、生徒は入学と同時に、関連企業が運営する「日々輝学園高等学校」通信課程に入学し、高卒資格を得ていた。
2009年4月、日々輝学園高等学校と統合し、法的に「高等学校」の位置付けとなった。なお、旧武蔵国際総合学園各校は、そのまま日々輝学園高等学校に引き継がれた。

## 沿革
- 1988年(昭和63年)4月	東京都清瀬市に通信制高校補習校(サポート校)として「武蔵高等学院」を開校。第一回入学式を挙行
- 1990年(平成2年)4月	東京都清瀬市元町に校舎移転、東京本校とする。新入生を迎え第三学年まで成立。ワープロ教室を増設
- 1991年(平成3年)3月	東京本校第一回卒業式を挙行
- 1991年(平成3年)4月	準本科生(4年生)を設置。神奈川県大和市中央に神奈川校を開設神奈川校。第一回入学式を挙行
- 1991年(平成3年)9月	校章、校歌制定
- 1992年(平成4年)12月	東京本校新校舎を埼玉県入間市下藤沢に竣工。翌年3月に全面移転
- 1993年(平成5年)3月	東京本校・神奈川校とも各県より技能教育施設の指定を受け、科学技術学園高等学校通信課程(東京都世田谷区)との技能連携教育を認められる。東京本校を東京校に改称
- 1993年(平成5年)4月	東京校・神奈川校とも技能連携校を開始
- 1994年(平成6年)3月	神奈川校第一回卒業式を挙行。神奈川校新校舎を綾瀬市深谷に設け移転。神奈川校分校として横浜市都筑区に横浜校舎を開設
- 1994年(平成6年)4月	校名を「武蔵国際総合学園」東京校・神奈川校・横浜校舎に変更。各校舎に不登校生徒のための「ST(セルフトラスト)クラス」開設。横浜校舎第一回入学式を挙行
- 1995年(平成7年)3月	ニュージーランドで第一回語学研究を行う
- 1996年(平成8年)5月	語学研修を国内からニュージーランドに改め、以降毎年実施
- 1996年(平成8年)11月	神奈川校横浜校舎を都筑区仲町台に竣工・移転
- 1997年(平成9年)3月	横浜校舎第一回卒業式を挙行
- 1997年(平成9年)12月	語学研修地をオーストラリアに改め以降毎年実施
- 1998年(平成10年)4月	埼玉県・神奈川県高等学校体育連盟(定・通部)に加盟
- 2005年(平成17年)3月	神奈川校新校舎を綾瀬市大上に竣工・移転
- 2006年(平成18年)3月	科学技術学園高等学校との連携教育終了
- 2006年(平成18年)4月	武蔵国際総合学園が母体となり、栃木県初の私立通信制課程(広域)・単位制高校として「日々輝学園高等学校」を開校。日々輝学園高等学校との技能連携教育を開始
- 2007年(平成19年)10月	横浜校舎を横浜校に改称。日々輝学園高等学校体験学習館を開設
- 2009年(平成21年)4月	武蔵国際総合学園が日々輝学園高等学校と統合
- 2010年(平成21年)4月	日々輝学園高等学校が学校法人開桜学院の位置付けになり学校法人開桜学院日々輝学園高等学校となる

## アクセス
- 東京校（現・日々輝学園高等学校東京校）
  - 西武池袋線武蔵藤沢駅から徒歩12分
- 神奈川校（現・日々輝学園高等学校神奈川校）
  - 相鉄本線さがみ野駅から徒歩12分
- 横浜校（現・日々輝学園高等学校横浜校）
  - 横浜市営地下鉄ブルーライン仲町台駅から徒歩2分